# 萊克 (密西西比州)
萊克（英語：Lake）是位於美國密西西比州牛頓縣及斯科特縣的城鎮。

## 人口
根據2020年美國人口普查的數據，萊克的面積為13.11平方千米，當中陸地面積為13.09平方千米，而水域面積為0.02平方千米。當地共有人口475人，而人口密度為每平方千米36人。